# Sándor Zöld

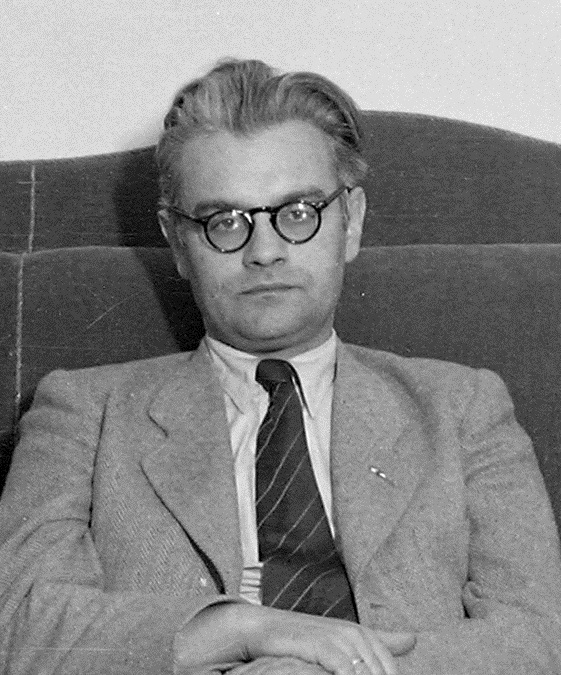
Sándor Zöld (1949)

Sandor Zöld (* 19. Mai 1913 in Nagyvárad, Komitat Bihar, Königreich Ungarn heute: Rumänien; † 20. April 1951 in Budapest (Suizid)) war ein Politiker in der Volksrepublik Ungarn, der zwischen 1950 und 1951 Innenminister und zugleich von 1950 bis 1951 Mitglied des Politbüros des Zentralkomitees der Partei der Ungarischen Werktätigen (MDP) war. Er war eine der wichtigsten und tragischsten Figuren in der Geschichte der ungarischen Arbeiterbewegung, floh vor einer möglichen Verhaftung und beging Selbstmord.

## Leben

### Studium, Funktionär der Studentenbewegung und der Kommunistischen Partei
Sándor Zöld war der Sohn des Schusters und Maurers Sándor Zöld und dessen Ehefrau Anna Kubányi sowie ein Neffe von Ferenc Kubányi, der während der Zeit der Föderativen Ungarischen Sozialistischen Räterepublik (21. März bis 1. August 1919) Mitglied des Betriebsrats der Diósgyőrer Hütte war und als politischer Agent im Auftrag von Béla Kun und János Hirossik arbeitete. Seine Familie zog nach dem Friedensvertrag von Trianon vom 4. Juni 1920, bei dem Ungarn völkerrechtlich verbindlich zur Kenntnis nehmen musste, dass zwei Drittel des Territoriums des historischen Königreichs verschiedenen Nachbar- und Nachfolgestaaten zufielen, nach Berettyóújfalu. Er absolvierte dort die Grund- und Mittelschule sowie die weiterführenden Schulen in Karcag und Kecskemét. 1931 begann er ein Studium der Medizin an der „István Tisza“-Universität Debrecen.
Bereits während seines Studiums trat er durch Anwerben von Gyula Kállai 1932 der illegalen Partei der Kommunisten Ungarns (KMP), in der er zunächst linke Sympathisantengruppen gründete und sich dann den offiziellen Jugendbewegungen der damaligen Zeit anschloss. Er wurde 1933 Sekretär des Zirkels der Studenten aus dem Komitat Bihar sowie 1934 Leiter des Freundschaftsvereins der Medizinstudenten. Mit dem Universitätszirkel initiierte er 1936 den sogenannte II. Debrecener Landtag und war am 15. März 1937 Gründungsmitglied der Märzfront (Márciusi Front) in Debrecen. Zusammen mit der Universitätsjugend der örtlichen Organisation der Märzfront formulierte er 1937 ein nationales Reformprogramm zur Landverteilung und zum Ausbau der demokratischen Rechte (1937). 1938 gab er die Zeitschrift „Tovább“ der Märzfront heraus, die allerdings nach Erscheinen von drei Ausgaben verboten wurde. Aufgrund seiner politischen Aktivitäten erhielt er vom Rektor der Universität Debrecen eine strenge Rüge, so er dort erst 1939 seine Promotion zum Doktor der Medizin mit Auszeichnung abschließen konnte.

### Arzt, Staatssekretär und Zweite Ungarische Republik

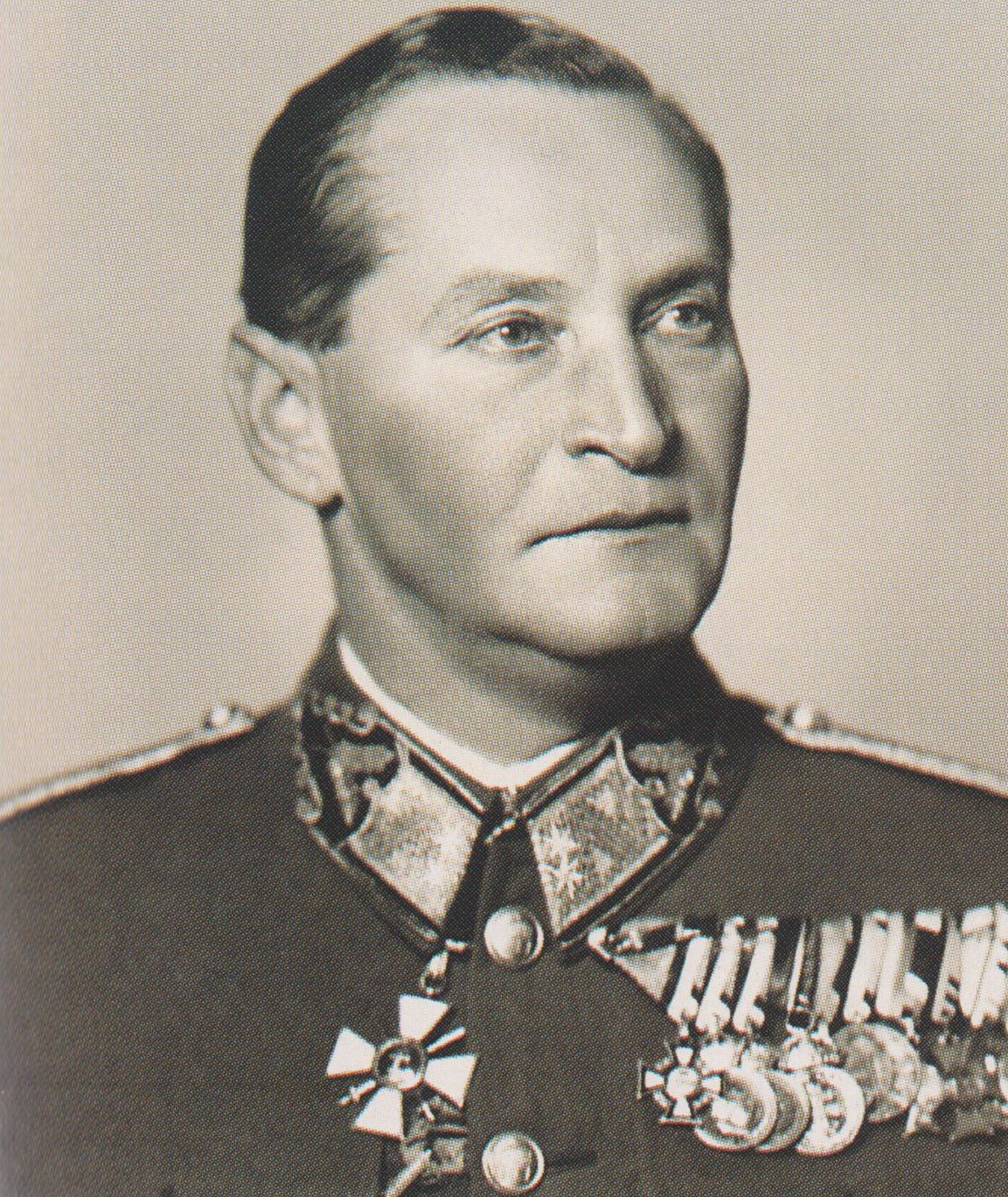
In der am 22. Dezember 1944 von Ministerpräsident Béla Miklós gebildeten Provisorischen Nationalregierung (Ideiglenes Nemzeti Kormány) fungierte Zöld als Staatssekretär im Innenministerium.

Nach Abschluss des Studiums begann Zöld seine berufliche Laufbahn im Krankenhaus von Berettyóújfalu und wurde dort zunächst am 23. Oktober 1940 Arzt im Praktikum, am 19. November 1942 Assistenzarzt sowie am 27. März 1944 Arzt in der Abteilung für Innere Medizin. Nach dem Putsch der faschistisch-antisemitischen Pfeilkreuzler-Partei – Hungaristische Bewegung NYKP-HM (Nyilaskeresztes Párt – Hungarista Mozgalom) wurde er entlassen. Er ging ins Komitat Bihar und war dort zwischen dem 18. November und dem 23. Dezember 1944 Kreisdirektor. Zugleich war er dort am 27. November 1944 Gründungsmitglied der Ungarischen Kommunistischen Partei MKP (Magyar Kommunista Párt) und bis zum 1. Dezember 1944 Sekretär des Parteikomitees des Komitat Bihar. Als Kreisrat war er maßgeblich an der Reorganisation der lokalen Staatsverwaltung beteiligt.
Am 1. Dezember 1944 wurde Sándor Zöld Mitglied der Provisorischen Nationalversammlung, in der er bis zum 4. November 1945 die Interessen von Berettyóújfalu vertrat. In der am 22. Dezember 1944 von Ministerpräsident Béla Miklós gebildeten Provisorischen Nationalregierung (Ideiglenes Nemzeti Kormány) fungierte er zwischen dem 23. Dezember 1944 und dem 15. Juli 1945 als Staatssekretär für politische Angelegenheiten im Innenministerium. Im Rahmen eines zwischenparteilichen Abkommens – als namentlich nicht genannter Verantwortlicher für die Untersuchung der von den Gymrő-Kommunisten begangenen politischen Morde – wurde er am 15. Juli 1945 als Staatssekretär entlassen.
Zugleich war er im zentralen Parteiapparat tätig und von März 1945 bis November 1946 Leiter der Abteilung Wirtschaft des Zentralkomitees (ZK) der MKP sowie zwischen dem 15. April und Dezember 1945 auch Mitglied des ZK. Am 4. November 1945 wurde er Mitglied der Nationalversammlung und vertrat bis zum 31. August 1947 das Komitat Hajdú mit dem Komitatssitz Debrecen. Im November 1946 wurde er Sekretär des Komitees der MKP von Groß-Szeged und bekleidete diese Funktion auch nach der Zusammenlegung der MKP mit der Sozialdemokratischen Partei Ungarns MSZDP (Magyarországi Szociáldemokrata Párt) zur Partei der Ungarischen Werktätigen MDP (Magyar Dolgozók Pártja) am 12. Juni 1948 noch bis Oktober 1948. Am 31. August 1947 wurde er zudem wieder zum Abgeordneten gewählt und vertrat nunmehr bis zum 15. Mai 1949 das Komitat Csongrád mit den Städten Szeged und Hódmezővásárhely.

### Innenminister, Politbüromitglied in der Volksrepublik Ungarn, Machtverlust und Suizid

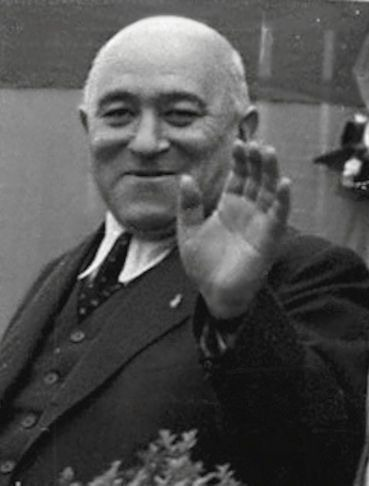
Der Generalsekretär der MDP Mátyás Rákosi griff Föld auf der Sitzung des Politbüros am 19. April 1951 heftig an, was einen Tag später zum Suizid Földs führte.

Auf dem Gründungsparteitag der MDP wurde er am 14. Juni 1948 zunächst zum Kandidaten des ZK gewählt. Nach Beendigung seiner Tätigkeit als Parteisekretär von Groß-Szeged kehrte Zöld am 30. Oktober 1948 ins Innenministerium zurück und war in diesem bis zum 23. Juni 1950 Staatssekretär für Verwaltungsangelegenheiten. In seiner neuen Position ist er vor allem für die Schaffung des Ratsgesetzes und die Einrichtung von Räten verantwortlich. Bei der Parlamentswahl am 15. Mai 1949 wurde er für die Partei der Ungarischen Werktätigen MDP auf der Liste der Volksfront der Ungarischen Unabhängigkeit MFN (Magyar Függetlenségi Népfront) wieder zum Mitglied des Parlaments gewählt und vertrat in diesem bis zu seinem Tode am 20. April 1951 das Komitat Hajdú-Bihar. Außerdem wurde er am 3. September 1949 auch Mitglied des ZK der MDP, dem er ebenfalls bis zu seinem Tode angehörte.
Aufgrund der Verhaftungen im Zuge des Prozesses gegen László Rajk wurde Sándor Zöld am 31. Mai 1950 auf einen der frei gewordenen Sitze im Politbüro des ZK der MDP kooptiert und gehörte diesem obersten Führungsgremium der Partei nach seiner Wiederwahl auf dem II. Parteikongress am 2. März 1951 auch bis zum 20. März 1951 an. Am 23. Juni 1950 übernahm er als Nachfolger von János Kádár den Posten als Innenminister (Belügyminiszter) im Kabinett Dobi.
Auf der Sitzung des Politbüros am 19. April 1951 wurde ein heftiger politischer Angriff gegen ihn geführt. Der Generalsekretär der MDP Mátyás Rákosi und Verteidigungsminister Mihály Farkas wandten ein, dass bei den Gemeinderatswahlen am 22. Oktober 1950 auch ehemalige Funktionäre und Anhänger von Reichsverweser Miklós Horthy in die Räte gewählt wurden. Kritisiert wurde auch, dass sich die Zusammensetzung des Mitarbeiterstabes im Innenministerium nicht im gewünschten Umfang veränderte und sich auch die Qualität der Arbeit des Ministeriums nicht verbesserte. Ihm wurde auch vorgeworfen, enge Freundschaften mit zuvor inhaftierten Mitgliedern der Märzfront wie Ferenc Donáth und Géza Losonczy zu haben. Er floh vor einer möglichen Verhaftung und beging Selbstmord, erschoss zuvor aber auch seine Mutter, seine Frau Rózsa Vékony, mit der er seit 1942 verheiratet war, und die beiden Kinder Sándor Zöld (1943–1951) und Anna Zöld (1945–1951). Anderen Meinungen zufolge konfrontierte er die Staatssicherheitskräfte, die kamen, um ihn zu verhaften. Die Umstände seines Todes sind danach noch unklar. Die Parteiführung entzog ihm alle Parteifunktionen, bevor sie seinen Tod ankündigte und widerrief sein Mandat als Innenminister.
Seine politische Rehabilitierung erfolgte nach dem Ungarischen Volksaufstand, woraufhin er am 1. Juni 1957 auf dem Friedhof an der Budapester Kerepes-Straße beigesetzt wurde. Am Hauptgebäude des Berettyóújfalu-Krankenhauses wurde 1965 eine Gedenktafel angebracht und 1966 eine Grundschule in Berettyóújfalui benannt. Am 4. November 1972 wurde ferner das Krankenhaus „Zöld Sándor“ in Berettyóújfalu sowie 1977 auch Straßen in Szeged und Debrecen nach ihm benannt. Einige seiner Schriften wurden unter dem Pseudonym „András Kubányi“ veröffentlicht. Für seine Verdienste erhielt er den Verdienstorden der ungarischen Freiheit (Magyar Szabadság Érdemrend, Silber, 1947) sowie das Offizierskreuz des Verdienstorden der Ungarischen Republik (Magyar Köztársasági Érdemrend, 1948).